# Open 13 2013
Open 13 2013 byl tenisový turnaj pořádaný jako součást mužského okruhu ATP World Tour, který se hrál v hale Palais des Sports na krytých dvorcích s tvrdým povrchem. Konal se mezi 18. až 24. únorem 2013 v jihofrancouzském Marseille jako 20. ročník turnaje.
Turnaj s rozpočtem 598 535 eur patřil do kategorie ATP World Tour 250. Nejvýše nasazeným hráčem ve dvouhře byl šestý hráč světa Tomáš Berdych, který ve finále podlehl Francouzi Jo-Wilfriedu Tsongovi.

## Mužská dvouhra

### Nasazení
| Stát      | Hráč                  | ATP1) | Nasazení |
| --------- | --------------------- | ----- | -------- |
| Česko     | Tomáš Berdych         | 6.    | 1.       |
| Argentina | Juan Martín del Potro | 7.    | 2.       |
| Francie   | Jo-Wilfried Tsonga    | 8.    | 3.       |
| Srbsko    | Janko Tipsarević      | 9.    | 4.       |
| Francie   | Richard Gasquet       | 10.   | 5.       |
| Francie   | Gilles Simon          | 14.   | 6.       |
| Polsko    | Jerzy Janowicz        | 26.   | 7.       |
| Slovensko | Martin Kližan         | 31.   | 8.       |

- 1) Žebříček ATP k 11. únoru 2013.

### Jiné formy účasti
Následující hráči obdrželi divokou kartu do hlavní soutěže:
- Ernests Gulbis
- Gaël Monfils
- Lucas Pouille

Následující hráči postoupili z kvalifikace:
- Filip Krajinović
- Édouard Roger-Vasselin
- Serhij Stachovskyj
- Dmitrij Tursunov

### Odhlášení
- Victor Hănescu
- Tacuma Ito
- Łukasz Kubot
- Paul-Henri Mathieu
- Radek Štěpánek
- Grega Žemlja

## Mužská čtyřhra

### Nasazení
| Stát     | Hráč             | Stát               | Hráč              | ATP1) | Nasazení |
| -------- | ---------------- | ------------------ | ----------------- | ----- | -------- |
| Pákistán | Ajsám Kúreší     | Nizozemsko         | Jean-Julien Rojer | 27.   | 1.       |
| Indie    | Rohan Bopanna    | Spojené království | Colin Fleming     | 38.   | 2.       |
| Rakousko | Julian Knowle    | Slovensko          | Filip Polášek     | 62.   | 3.       |
| Francie  | Julien Benneteau | Francie            | Michaël Llodra    | 110.  | 4.       |

- 1) Žebříček ATP k 11. únoru 2013; číslo je součtem umístění obou členů páru.

### Jiné formy účasti
Následující páry obdržely divokou kartu do hlavní soutěže:
- Maxime Chazal /  Martin Vaisse
- David Guez /  Josselin Ouanna

## Přehled finále

### Mužská dvouhra
- Jo-Wilfried Tsonga def.  Tomáš Berdych, 3–6, 7–66, 6–4

Jo-Wilfried Tsonga získal první titul sezóny a desátý kariéry.

### Mužská čtyřhra
- Rohan Bopanna /  Colin Fleming def.  Ajsám Kúreší /  Jean-Julien Rojer, 6–4, 7–63